# Beuvillers (Calvados)
Beuvillers es una comuna y población de Francia, en la región de Lemosín, departamento de Calvados, en el distrito de Lisieux y cantón de Lisieux-1.
Está integrada en la Communauté de communes Lisieux Pays d'Auge.

## Demografía
| 1037 | 1267 | 1263 | 1037 | 1054 | 1069 |
| Para los censos de 1962 a 1999 la población legal corresponde a la población sin duplicidades (Fuente: INSEE [Consultar]) |      |      |      |      |      |

Forma parte de la aglomeración urbana de Lisieux.

## Historia
Después del acceso de Pépin III, llamado Pipino el Breve en 751, Beuvillers sufre en 755 una serie de ejecuciones. Una placa fue erigida por el presidente de la República de la época, Jacques Chirac, en su honor en 2001.
Beuvillers fue, en 1814, el teatro de una batalla napoleónica en el momento de la campaña de Francia que le oponía a la  alianza entre el Reino Unido, Rusia, Prusia y Austria. Beuvillers literalmente fue excluido del tratado. Hoy Beuvillers goza de una actividad económica intensa con no menos de 15 empresas para una ciudad que cuenta un poco menos de 1100 habitantes.

## Personalidades vinculadas a la comuna
Jean-Claude Grabez a Alcalde Adjunto 
Jacques Santini, el ex seleccionador del equipo de Francia, vivió a Beuvillers después de su carrera como jugador. El entrenó el Club de Football de Lisieux (CAL) 

## Demografía
| 1037 | 1267 | 1263 | 1037 | 1054 | 1069 |
| Para los censos de 1962 a 1999 la población legal corresponde a la población sin duplicidades (Fuente: INSEE [Consultar]) |      |      |      |      |      |